# Альфред Томас
Альфред Томас (англ. Alfred Thomas; 4 серпня 1949) — гаянський боксер.

## Аматорська кар'єра
1979 року брав участь в Панамериканських іграх, де програв в другому бою Хосе Гомесу (Куба) і отримав бронзову медаль.
На Олімпійських іграх 1980 програв у першому бою Валентину Сілагі (Румунія).
На Панамериканських іграх 1983 програв у першому бою.
В Олімпійських іграх 1988 участі не брав, але був прапороносцем збірної Гаяни на церемонії відкриття Олімпіади.